# ハバロフスク市電
ハバロフスク市電（ロシア語: Хабаровский трамвай）は、ロシア連邦ハバロフスク地方のハバロフスクにて運行されている路面電車である。

## 概要
ハバロフスクに路面電車を建設する最初の構想はロシア帝国時代の1901年に立てられたが実現しなかった。ソ連成立後の1938年にハバロフスクの人口は20万人を越え、市議会で9.4kmの路線の建設が決定されたが、第二次世界大戦の影響で中止された。1953年に建設が再開され、1956年11月5日に開業した。現在の路線が完成したのは1979年である。2016年10月現在、1番・2番・5番・6番の4系統が運行されている。運行系統の統廃合はなされているものの、線路そのものの廃止は行われていない。以前の運賃は1乗車につき20ルーブルであったが、2016年5月に運賃が改定され、21時より早い時刻の運賃が22ルーブル、21時以降が30ルーブルとなっている。

## 路線
2016年10月現在、以下の4系統が運行されている。
- 1番 :Химфармзавод (Khmfarmzabod)駅（化学・製薬工場駅） - Железнодорожный вокзал (Zheleznodorozhnyi vokzal)駅（ハバロフスクI駅）
- 2番 :Железнодорожный вокзал (Zheleznodorozhniy vokzal)駅（ハバロフスクI駅） - Рубероидный завод (Ruberoidnyi  zavod)駅（ルベロイド工場駅）
- 5番 :Посёлок Кирова (Posyolok Kirova)駅（キーロフタウン駅） - Железнодорожный вокзал (Zheleznodorozhnyi vokzal)駅（ハバロフスクI駅）
- 6番 :Школа № 19 (Shkola № 19)駅（第19学校駅） - Район имени Лазо (Raion imeni Lazo)駅 （ラゾ通り駅）

（過去に運行されていた系統）
- 3番 :Химфармзавод (Khmfarmzabod)駅（化学・製薬工場駅） - Рубероидный завод (Ruberoidnyi  zavod)駅（ルベロイド工場駅） 乗客減により廃止、廃止時期不明
- 4番 :Депо № 1 (Depo № 1)駅（第1ターミナル駅） - Школа № 38 (Shkola № 38)駅（第38学校駅） 2010年11月22日に廃止
- 7番 :Химфармзавод (Khmfarmzabod)駅（化学・製薬工場駅） - Индустриально-экономический колледж (Industrial'no-ekonomicheskiy kolledzh)駅（産業経済大学駅） 事故発生時には緊急で運行されることがあるものの公式には廃止
- 8番 :Депо № 1 (Depo № 1)駅（第1ターミナル駅）  - Железнодорожный вокзал (Zheleznodorozhnyi vokzal)駅（ハバロフスクI駅） 2016年5月25日に廃止
- 9番 :Депо № 1 (Depo № 1)駅（第1ターミナル駅） - Посёлок Кирова (Posyolok Kirova)駅（キーロフタウン駅） 2014年3月5日に廃止

## 運行間隔
- 単位は分

（平日）
| 系統 | 6:00—9:00 | 9:00—12:00 | 12:00—15:00 | 15:00—18:00 | 18:00—21:00 | 21:00—23:00      |
| ---- | --------- | ---------- | ----------- | ----------- | ----------- | ---------------- |
| 1    | 6         | 6          | 6-12        | 6           | 6-12        | 20               |
| 2    | 45        | 45         |             | 45          | 45          |                  |
| 5    | 8         | 9          | 9           | 9           | 8           | 30               |
| 6    | 20        | 20         | 20          | 20          | 20          | 40 （21:45まで） |

（土曜・休日）
| 系統 | 6:00—9:00 | 9:00—12:00 | 12:00—15:00 | 15:00—18:00 | 18:00—21:00 | 21:00—23:00      |
| ---- | --------- | ---------- | ----------- | ----------- | ----------- | ---------------- |
| 1    | 9         | 9          | 9           | 8           | 10          | 20               |
| 2    | 45        | 45         |             | 45          | 45          |                  |
| 5    | 10        | 10         | 10          | 10          | 15          | 27 （22:47まで） |
| 6    | 40        | 20         | 20          | 20          | 20          | 40 （21:30まで） |

## 車両
- 2016年10月現在

| 形式     | 両数 |
| -------- | ---- |
| KTM-5    | 22   |
| RVZ-6    | 19   |
| KTM-8K   | 7    |
| KTM-8KM  | 1    |
| LM-93    | 1    |
| LM-99K   | 1    |
| LM-99AVN | 10   |
| KTM-23   | 13   |
| 合計     | 74   |